# GSM Satellite
GSM Satellite est une extension de la norme de téléphonie mobile GSM autorisant les communications par satellite à moindre coût en comparaison aux autres solutions "satellite" existantes.